# Matteo Donegà
Matteo Donegà (né le 1er avril 1998 à Bondeno en Émilie-Romagne) est un coureur cycliste italien. Il participe à des compétitions sur route et sur piste.

## Palmarès sur route

### Par année
- 2014
  - 2e du Trofeo Papà Cervi
- 2016
  - 2e du Trofeo Guido Dorigo
  - 3e du Trofeo Buffoni
  - 3e du championnat d'Italie du contre-la-montre par équipes juniors
- 2020
  - 3e du championnat d'Italie du contre-la-montre par équipes espoirs

### Classements mondiaux
| Année                                 | 2018  | 2019  |
| ------------------------------------- | ----- | ----- |
| Classement mondial                    | 1965e | 3315e |
| UCI Europe Tour                       | 1311e | 2012e |
|                                       |       |       |
| Légende : nc = non classéSource : UCI |       |       |

## Palmarès sur piste

### Championnats d'Europe
| Édition / Épreuve          | Course aux points |
| Montichiari 2016 (juniors) | Argent            |
| Aigle 2018 (espoirs)       | Argent            |
| Plovdiv 2020               | Argent            |
| Munich 2022                | 5e                |

### Ligue des champions
- 2022
  - 3e du scratch à Berlin
  - 3e du scratch à Paris

### Championnats nationaux
- 2015
  -  Champion d'Italie de l'américaine juniors (avec Nicolò Gozzi)
  - 2e du championnat d'Italie de l'omnium juniors
- 2016
  -  Champion d'Italie de l'américaine juniors (avec Nicolò Gozzi)[1]
  -  Champion d'Italie de l'omnium juniors[2]
  - 2e du championnat d'Italie de poursuite par équipes juniors
  - 3e du championnat d'Italie de course aux points juniors
  - 3e du championnat d'Italie du scratch juniors
- 2022
  - 2e du championnat d'Italie de l'omnium
  - 3e du championnat d'Italie de course aux points
  - 3e du championnat d'Italie de course par élimination
  - 3e du championnat d'Italie de l'américaine
- 2023
  - 2e du championnat d'Italie de course aux points
  - 2e du championnat d'Italie du scratch
  - 2e du championnat d'Italie de l'omnium
  - 3e du championnat d'Italie de course par élimination
  - 3e du championnat d'Italie de l'américaine